# Sœurs de Saint-François d'Oldenburg
Les Sœurs de Saint-François d'Oldenburg forment une congrégation catholique du Tiers-Ordre franciscain vouée à l'enseignement. Elle a été fondée en 1851 à Oldenburg dans l'Indiana, aux États-Unis.

## Histoire
La fondatrice est Mère Thérèse Hackelmeier (1827-1860) qui fit le voyage seule de son couvent de Vienne à travers l'océan, après que des compagnes eurent décidé de rentrer en Autriche. Elles avaient été appelées par le curé d'Oldenburg dans l'Indiana, l'abbé Franz Joseph Rudolf, pour s'occuper des enfants de cette paroisse germanophone, mais s'en étaient retournées à cause de la terrible épidémie de choléra qui avait frappé la région. Mère Thérèse Hackermeier décide de se vouer aux orphelins de cette épidémie et bientôt trois jeunes femmes la rejoignent pour former le noyau de la nouvelle congrégation qui est reconnue quelques années plus tard par le diocèse, puis par le Saint-Siège.
L'État d'Indiana soutenait à l'époque l'établissement d'écoles paroissiales, aussi la congrégation essaime-t-elle dans d'autres paroisses et les religieuses créent de nouvelles écoles. En 1860, à la mort de la fondatrice, elles avaient déjà ouvert une école à Saint-Louis-du-Missouri et reconstruit leur couvent à Oldenburg, détruit par un incendie en 1857. Dans les années 1890, elles sont installées dans l'Ohio, l'Illinois, le  Kentucky et le Kansas. Elles ouvrent la première école ouverte à des enfants noirs en 1892 à Indianapolis, alors que la ségrégation est appliquée par la loi, et ensuite s'occupe d'enfants orphelins envoyés par le New York Foundling, de New York tenu par les Filles de la Charité.
Au XXe siècle, la congrégation étend ses activités en direction des Indiens d'Amérique et ouvre des établissements en Papouasie-Nouvelle-Guinée et en Corée.
Elles sont aujourd'hui 536 religieuses, 41 novices et 7 postulantes. Elles administrent 67 écoles pour 12 273 élèves.